# 2010年賄賂法令
《2010年賄賂法令》（英語：Bribery Act 2010；2010 c. 23）是英國國會的一項法令，於2009年經由女皇致辭所制訂，並獲得跨政黨支持，2010年4月8日正式通過。
本法令新增四項構成刑事罪行的行為，包括：
- 要約或支付賄賂；
- 要求或收取賄賂；
- 賄賂外國公職人員（因應經濟合作及發展組織公約的要求而制定）；
- 因未能防止代表法團賄賂而構成的法團罪行。

## 外部連結
- 《2010年賄賂法令》條文（页面存档备份，存于） （英文）